# 樟塘镇
樟塘镇，是中华人民共和国福建省漳州市东山县下辖的一个乡镇级行政单位。

## 行政区划
樟塘镇下辖以下地区：
樟塘村、南埔村、湖尾村、南山村、下湖村、港西村、古港村、前马村和后马村。